# Nick Lindahl
Nick Lindahl (* 31. Juli 1988 in Malmö, Schweden) ist ein ehemaliger australisch-schwedischer Tennisspieler.

## Karriere
Lindahl wurde als Kind zweier schwedischer Eltern in Malmö, Schweden geboren und zog mit seiner Familie noch vor seinem ersten Geburtstag nach Australien.
Bei den Junioren spielte er nur wenige Matches. Größere Aufmerksamkeit bekam er, als er 2006, mit einer Wildcard gestartet, ins Finale der Juniorenausgabe der Australian Open einzog, wo er dem Franzosen Alexandre Sidorenko unterlag. Das wurde sein letztes Turnier als Junior. In der Juniorrangliste erreichte er kurz darauf mit Platz 114 seine beste Position.
Bei den Profis spielte Lindahl 2005 zunächst auf der drittklassigen ITF Future Tour. Beim Challenger in Caloundra kam er zudem zu seinem ersten Einsatz bzw. Sieg auf der nächsthöheren Kategorie. 2006 gewann er seinen ersten Future-Titel und erreichte ein weiteres Finale. 2007 gewann er zwei weitere Titel und stand in drei weiteren Finals. Darüber hinaus stand er in drei Challenger-Viertelfinals und kam in Bangkok zu seinem Debüt auf der ATP World Tour, wo er nach überstandener Qualifikation sein einziges Match auf diesem Niveau gegen den Top-100-Spieler Sam Querrey gewann, ehe er im Achtelfinale gegen Wang Yeu-tzuoo verlor. Sein bislang erfolgreichstes Jahr beendete er auf Platz 263 der Weltrangliste.
Das Jahr 2008 verlief ähnlich erfolgreich wie das Vorjahr. Er spielte in der ersten Jahreshälfte hauptsächlich Challenger-Turniere, wo er einmal ein Viertelfinale erreichte. Dazu gewann er zwei Futures in Australien. Sein Highlight des Jahres kam zu Beginn, als er bei den Australian Open eine Wildcard erhielt. Bei seiner Grand-Slam-Premiere verlor er gegen den Franzosen Richard Gasquet. 2009 schaffte Lindahl nach einigen Anläufen bei einem Challenger weiter vorzustoßen, indem er in Aptos erst im Endspiel gegen seinen Landsmann Chris Guccione verlor. Im Herbst stand er in Tiburon außerdem im Halbfinale. Anfang 2010 gelang Lindahl bei drei ATP-Turnieren die Qualifikation. Zudem erhielt er zwei Wildcards u. a. für die Australian Open. Jedes Mal scheiterte er an seiner Auftakthürde. Ebenso verlor er im Juli 2010 nach erfolgreicher Qualifikation im Hauptfeld von Atlanta. Mitte des Jahres stand er mit Rang 187 auf seinem Karrierehoch. Bis Ende des Jahres fiel er jedoch bis auf Position 239 zurück. Von November 2010 bis Juli 2011 spielte er unter schwedischer Flagge, bevor er wieder zur australischen zurückkehrte. Ab 2011 gewann der Australier weniger Matches und fiel in der Weltrangliste zurück, sodass er lediglich Futures spielen konnte. Er erreichte noch ein Future-Finale, bevor er im September 2013 das letzte Mal ein Turnier spielte.
Im Dezember 2014 wurde Lindahls Freund Matthew Fox wegen Spielmanipulation verurteilt. Fox gab zu Protokoll, dass Lindahl ihm von dem Plan erzählt habe, ein Spiel beim Future in Toowoomba im September 2013 absichtlich zu verlieren. Lindahl wurde außerdem vorgeworfen, Adam Feeney gefragt zu haben, ein Spiel beim Challenger in Traralgon zu verlieren. 2017 wurde er des Vorwurfs der Spielmanipulation sowie der mangelnden Kooperation mit der Tennis Integrity Unit für schuldig befunden. Er bekam eine siebenjährige Sperre sowie eine Geldstrafe von 49.000 Dollar.